# 카사타

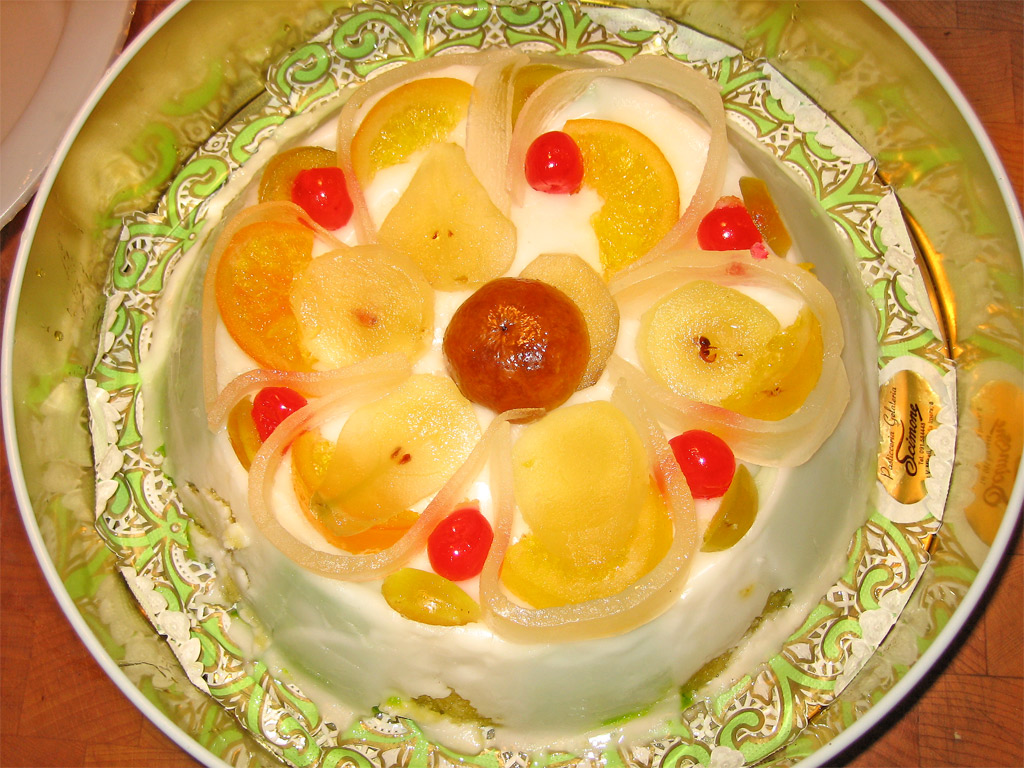

카사타(Cassata, cassata siciliana, /kəˈsɑːtə/ kə-SAH-tə, 이탈리아어: [kasˈsaːta sitʃiˈljaːna], 시칠리아어: [ka(s)ˈsaːta sɪʃɪˈljaːna])는 이탈리아 시칠리아의 전통 케이크이다. 카사타는 일반적으로 둥근 스펀지 케이크에 과일 주스나 리큐어를 적시고 리코타 치즈와 설탕에 절인 과일(카놀리에도 사용되는 충전물)을 겹겹이 쌓은 것이다. 카사타는 마지팬 껍질, 분홍색 및 녹색 아이싱, 장식 디자인을 가지고 있다. 카사타는 설탕에 절인 과일이나 말린 과일 및 견과류가 들어 있는 나폴리 아이스크림을 가리킬 수도 있다.

## 기원
카사타는 10세기 이슬람 통치 하에 팔레르모에서 시작된 것으로 여겨진다. 알카사티(al-qaššāṭī – القشاطي, 아랍어로 '카사타 제작자')라는 단어는 1178년 코를레오네에서 처음 언급되었다.
카사타가 파생된 아랍어 qas'ah는 케이크를 만드는 데 사용되는 그릇(bowl)을 가리킨다.

## 같이 보기
- 칸놀로
- 트라이플